# تروپل
تروپل (به لاتین: Trupel) یک منطقهٔ مسکونی در لهستان است که در Gmina Kisielice واقع شده‌است.